# Karnilla
Karnilla ou Rainha Karnilla é uma personagem fictícia dos quadrinhos da Marvel Comics. Criada por Stan Lee e Jack Kirby, sua primeira aventura foi em Journey Into Mystery #107 (Agosto de 1964).
Ela é uma poderosa feiticeira e rainha dos Norns, inimiga de Thor e de Asgard, aliada ocasional de Loki e apaixonada por Balder, o Bravo. Os Norns são os habitantes de Norheim, uma das dimensões de Asgard. Karnilla possui as "pedras norns", objetos de grande poder místico.  
Em sua primeira aventura ela salva Balder de ser assassinado por Loki O deus do mal depois roubaria as pedras norns da rainha para aumentar seus poderes e se vingar de Thor. Nos anos 80, Balder e Karnilla finalmente ficariam juntos.

## Ligações Externas (em inglês)
- Karnilla at MarvelDirectory.com
- Karnilla at Marvel character bio wiki